# خرگوشک رودخانه‌ای
خرگوشک رودخانه‌ای (نام علمی: Bunolagus monticularis)، که همچنین به عنوان خرگوشک بوشمن یا خرگوش بوشمن شناخته می‌شود، خرگوشکی با منطقه پراکنش بسیار محدود است که فقط در مناطق مرکزی و جنوبی صحرای کارو در استان کیپ شمالی آفریقای جنوبی یافت می‌شود. این تنها عضو از سردهٔ Bunolagus به دلیل ویژگی‌های منحصر به فردی است که آن را از دیگر خرگوشان جدا می‌کند. این یکی از در معرض خطرترین پستانداران در جهان است که تنها حدود ۵۰۰ بالغ زنده و ۱۵۰۰ بالغ دارد.